# Marek Kusto
Marek Andrzej Kusto (Bochnia, 29 april 1954) is een voormalig Pools voetballer en manager.
Kusto kwam uit voor Wawel Kraków, Wisła Kraków, Legia Warschau en in België voor KSK Beveren en KAV Dendermonde.
Als spits won hij met KSK Beveren de landstitel, Beker van België en de Belgische Supercup.
Hij speelde op 3 verschillende wereldbekers voor het Poolse elftal, namelijk op dat van 1974 in Duitsland, 1978 in Argentinië en  1982 in Spanje.
Op de Wereldkampioenschappen van 1974 en 1982 behaalde hij met Polen de 3e plaats.

## Palmares

### Club
Legia Warschau
- Poolse Beker (2): 1980, 1981

KSK Beveren
- Eerste klasse (1): 1983–84
- Beker van België (1): 1983
- Belgische Supercup (1): 1984